# Giải bóng đá vô địch quốc gia Đan Mạch
Giải bóng đá vô địch quốc gia Đan Mạch (tiếng Đan Mạch: Superligaen, phát âm [ˈsuˀpɐliːˌkɛˀn̩]) là giải đấu bóng đá vô địch quốc gia hiện tại của Đan Mạch và được quản lý bởi Hiệp hội bóng đá Đan Mạch. Đây là giải đấu bóng đá cấp độ cao nhất ở Đan Mạch và gồm 12 câu lạc bộ tranh tài mỗi năm, trong đó có 2 đội xuống hạng.

## Các đội bóng vô địch
| Mùa giải  | Vô địch      |
| --------- | ------------ |
| 1991      | Brøndby      |
| 1991–92   | Lyngby       |
| 1992–93   | Copenhagen   |
| 1993–94   | Silkeborg    |
| 1994–95   | AaB          |
| 1995–96   | Brøndby      |
| 1996–97   | Brøndby      |
| 1997–98   | Brøndby      |
| 1998–99   | AaB          |
| 1999–2000 | Herfølge     |
| 2000–01   | Copenhagen   |
| 2001–02   | Brøndby      |
| 2002–03   | Copenhagen   |
| 2003–04   | Copenhagen   |
| 2004–05   | Brøndby      |
| 2005–06   | Copenhagen   |
| 2006–07   | Copenhagen   |
| 2007–08   | AaB          |
| 2008–09   | Copenhagen   |
| 2009–10   | Copenhagen   |
| 2010–11   | Copenhagen   |
| 2011–12   | Nordsjælland |
| 2012–13   | Copenhagen   |
| 2013–14   | AaB          |
| 2014–15   | Midtjylland  |
| 2015–16   | Copenhagen   |
| 2016–17   | Copenhagen   |
| 2017–18   | Midtjylland  |
| 2018–19   | Copenhagen   |
| 2019–20   | Midtjylland  |
| 2020–21   | Brøndby      |
| 2021–22   | Copenhagen   |
| 2022–23   | Copenhagen   |
| 2023–24   | Midtjylland  |
| 2024–25   | Copenhagen   |